# إدي هوغن
إدي هوغن (بالإنجليزية: Eddie Hogan)‏ هو لاعب كرة قاعدة أمريكي، ولد في 6 أبريل 1862 في سانت لويس في الولايات المتحدة، وتوفي في 22 يناير 1932 في يوكيبا في الولايات المتحدة.

## وصلات خارجية
- إدي هوغن على موقعبيزبول رفرنس.كوم (الدوري الرئيسي) (الإنجليزية)
- إدي هوغن على موقعبيزبول رفرنس.كوم (الدوري الثانوي) (الإنجليزية)